# Hoàng mộc sai
Hoàng mộc sai (danh pháp khoa học: Zanthoxylum laetum) là một loài thực vật có hoa trong họ Cửu lý hương. Loài này được Drake miêu tả khoa học đầu tiên năm 1892.